# Prosopocera varii
Prosopocera varii är en skalbaggsart som beskrevs av Stefan von Breuning 1981. Prosopocera varii ingår i släktet Prosopocera och familjen långhorningar. Inga underarter finns listade i Catalogue of Life.